# Elwin Bruno Christoffel
Elwin Bruno Christoffel (ur. 10 listopada 1829, zm. 15 marca 1900 w Strasburgu) – niemiecki matematyk.
Był profesorem politechniki w Zurychu i uniwersytetu w Strasburgu. Jego prace dotyczyły równań różniczkowych i teorii funkcji.